# マッカーサー要塞
マッカーサー要塞(マッカーサーようさい、英語: Fort MacArthur)は、カリフォルニア州ロサンゼルスのサンペドロにかつて存在したアメリカ陸軍の要塞。現在、かつての要塞の大部分は軍の手を離れており、残った一部区画にアメリカ空軍のロサンゼルス空軍基地の住宅および管理部門の一部がおかれている。名前の由来はアーサー・マッカーサー・ジュニア中将。彼は連合国軍最高司令官のダグラス・マッカーサーの父親である。

## 歴史
1888年、グロバー・クリーブランド大統領は、発展著しいロサンゼルス港湾地域の防衛を強化するため、サンペドロ湾を見下ろす地域を要塞委員会のための軍用地として指定した。1897年と1910年に追加の土地が購入され、1914年10月31日にマッカーサー要塞が正式に設立された。要塞は第一次世界大戦中は訓練センターとなり、1917年に港湾防衛用の大型砲を備えた最初の砲台が設置された。これらの固定砲の有効性は長年にわたって議論の的だった。要塞砲の試射は周辺住民には極めて不評で、周辺何マイルもの範囲で家屋や建物の窓が衝撃で破壊された。
第二次世界大戦中、マッカーサー要塞には湾口指揮所（Harbor Entrance Command Post）と港湾防衛指揮所（Harbor Defense Command Post）が置かれた。ロサンゼルス大都市圏には攻撃目標となりうる重要施設、造船会社（カリフォルニア造船所、トッド・パシフィック造船所など）、巨大航空機工場群（ダグラス、ヒューズ、マーティン、ノースロップ）、ハンティントンビーチの油田、サンペドロ湾の港湾（ロサンゼルス港とロングビーチ港）などが存在していた。
第二次世界大戦の終わりまでに大型砲は撤去され、最後の砲は1948年に廃止された。オスグッド＝ファーリー砲台は、おそらくアメリカの沿岸砲台の中で最も良好に保存されている例であり、1976年にアメリカ合衆国国家歴史登録財となっている。1982年にはそれに続いてジョン・バーロウとサクストン砲台も追加登録された。

## 防空基地
冷戦の初期、マッカーサー要塞はアメリカ西海岸の防空の要となり、第47対空旅団の本拠地が置かれた。砲台には要塞砲の代わりにナイキ地対空ミサイルが1954年から配備され、1970年代初頭まで稼働状態にあった。
1960年に置かれたマッカーサー要塞指令所（DC）は、ロサンゼルス防衛地域のナイキミサイルを統括するアメリカ陸軍防空指揮所（AADCP）だった。

### 目的
指令所は、この地域の統合火器統制（IFC）基地で、MIM-14 ナイキ・ハーキュリーズミサイルが配備されていた16の発射基地）を統合するためにレーダー情報を1968年まで提供していた。
より広域の防空は空軍の戦闘機によるロサンゼルス防空区域の任務で、それを突破した目標への対処がこの司令センターの役割だった。
指令所は1959年から1966年まで、カリフォルニア州サンバーナーディーノのノートン空軍基地にある半自動式防空管制組織（SAGE）のマスターディレクションセンター（DC-17）と短波相互通信を行い、陸軍のミサイルによる迎撃を調整する任務にあたった。

### 歴史
朝鮮戦争中、要塞のL-43ラッシュアップレーダー網基地は1950年から1952年までこの地域のレーダー監視を行っていた。第669レーダー中隊が1951年に要塞に配備された。1960年2月16日、ジェームズ・L・マカリスター中佐がロサンゼルス防衛地域のミサイル司令官を務めた。
マッカーサー要塞指令所（Fort MacArthur Direction Center）は、1960年に導入された最後の10台のAN/FSG-1コンピューターで始まり、暫定発射台データリンク（Interim Battery Data Link、IBDL）を更新した。サンペドロヒル空軍基地のアメリカ空軍／連邦航空局のARSR-1Cレーダーが1961年に運用開始したが、それに先駆けて、陸軍は1960年12月14日に対空作戦センター（「ブルールーム」）を備えた要塞司令所のミサイルマスターのための掩体壕を開設した
。マッカーサー要塞の第47砲兵旅団が司令所を運用し、真空管を使用していたAN/FSG-1は1967年1月31日に、半導体を使用するヒューズAN/TSQ-51防空戦闘指揮統制システムに更新された。
1968年11月15日、第19砲兵群（防空）が第47砲兵旅団に代わって指令所とその火力を指揮することになった。プロジェクトコンサイスがナイキミサイルの運用を終了した後、第19砲兵群は1974年7月1日に解役された。
AADCPのビルディング554の跡地はテニスコートになりそれは現存しているが、隣接して設けられていたミサイルマスターの対核掩蔽壕（ビルディング550）は1985年頃に取り壊された。

## 要塞の縮小
1975年、マッカーサー要塞はオード要塞の支所となり、陸軍はさらに2年後には上下の軍用地の所有権をロサンゼルス市に移管するものとした。下側の軍用地は用地整備ののちに現在では市のヨットハーバー、「カブリロ・マリーナ」になっている。
マッカーサー要塞の残りの軍用地は1982年にアメリカ空軍に移管され、ロサンゼルス空軍基地が管理・使用している。

## エンジェルス・ゲート・パーク
上側の軍用地は現在、市の公園「サン・ペドロ・エンジェルス・ゲート・パーク」となっており、韓国友好の鐘がある。また、テレビや映画の撮影にもよく使われている。砲台跡地ではテレビシリーズの24 -TWENTY FOUR-、映画ではドラグネット 正義一直線、ミッドウェイ (1976年版)、トラ・トラ・トラ!などの撮影が行われた。
1989年、マドンナの楽曲ライク・ア・プレイヤーのミュージックビデオの一部はここで撮影された。

## 博物館
マッカーサー要塞軍事博物館（Fort MacArthur Military Museum）は、オスグッド＝ファーリー砲台にある。展示内容はマッカーサー要塞がロサンゼルス地域の防衛に果たしてきた役割やアジア太平洋戦域の軍事作戦、それに軍港都市としてのロサンゼルスなど、歴史に関するものである。